# Jempy Drucker
Jean-Pierre Drucker, detto Jempy (Sandweiler, 3 settembre 1986), è un ex ciclista su strada e ciclocrossista lussemburghese, professionista dal 2011 al 2021 e vincitore di una tappa alla Vuelta a España 2016.

## Palmarès

### Strada
- 2010 (Continental Team Differdange, una vittoria)

Prologo Flèche du Sud (Schifflange > Schifflange, cronometro)
- 2015 (BMC Racing Team, una vittoria)

RideLondon - Surrey Classic
- 2016 (BMC Racing Team, due vittorie)

Prologo Tour de Luxembourg (Lussemburgo > Lussemburgo, cronometro)
16ª tappa Vuelta a España (Alcañiz > Peñíscola)
- 2017 (BMC Racing Team, tre vittorie)

1ª tappa Tour de Luxembourg (Lussemburgo > Bascharage)
Campionati lussemburghesi, Prova in linea Elite
4ª tappa Tour de Wallonie (Bruxelles > Profondeville)

#### Altri successi
- 2016 (BMC Racing Team)

1ª tappa Tirreno-Adriatico (Lido di Camaiore, cronosquadre)
- 2017 (BMC Racing Team)

1ª tappa Tirreno-Adriatico (Lido di Camaiore, cronosquadre)

### Cross
- 2002-2003 (Juniores)

Campionati lussemburghesi, Prova Juniores
- 2003-2004 (Juniores)

Campionati lussemburghesi, Prova Juniores
- 2004-2005

Campionati lussemburghesi, Prova Under-23
- 2005-2006

Campionati lussemburghesi, Prova Under-23
Campionati lussemburghesi, Prova Elite
- 2006-2007

Campionati lussemburghesi, Prova Under-23
Mühlenbach
- 2007-2008

Campionati lussemburghesi, Prova Elite
Grand Prix Julien Cajot (Leudelange)
Vlaamse Aardbeiencross Under-23 (Hoogstraten, 7ª prova Superprestige Under-23)
- 2009-2010

Campionati lussemburghesi, Prova Elite
Grand Prix Julien Cajot (Leudelange)
- 2010-2011

Campionati lussemburghesi, Prova Elite

## Piazzamenti

### Grandi Giri
- Giro d'Italia

2018: 118º
- Vuelta a España

2015: 118º
2016: 142º
2019: non partito (20ª tappa)

### Classiche monumento
- Milano-Sanremo

2016: 140º
2018: 56º
2019: 30º
- Giro delle Fiandre

2011: 102º
2012: ritirato
2013: ritirato
2015: 28º
2016: 19º
2017: 99º
2018: 31º
2020: 37º
- Parigi-Roubaix

2014: 20º
2015: 73º
2016: 69º
2017: 74º
2018: 23º
2021: 43º
- Liegi-Bastogne-Liegi

2013: ritirato
- Giro di Lombardia

2020: ritirato

### Competizioni mondiali
- Campionati del mondo su strada

Hamilton 2003 - In linea Juniors: 49º
Verona 2004 - In linea Juniores: 59º
Varese 2008 - In linea Elite: ritirato
Mendrisio 2009 - In linea Elite: ritirato
Copenaghen 2011 - In linea Elite: ritirato
Limburgo 2012 - In linea Elite: 62º
Richmond 2015 - In linea Elite: ritirato
Doha 2016 - In linea Elite: ritirato
Bergen 2017 - In linea Elite: 132º
Innsbruck 2018 - In linea Elite: ritirato
- Campionati del mondo di ciclocross

Monopoli 2003 - Juniores: 47º
Pontchâteau 2004 - Juniores: 11º
St. Wendel 2005 - Under-23: 12º
Zeddam 2006 - Under-23: 8º
Hooglede 2007 - Under-23: 21º
Treviso 2008 - Under-23: 12º
Tábor 2010 - Elite: 28º